# کاکتوس‌های ستونی
کاکتوس‌های ستونی (نام علمی: Neobuxbaumia) نام یک سرده از تبار استوانه‌ای‌تباران است.